# Ребрище (Логойський район)
Ребрище — (біл. вёска Рэбрышча), село (веска) в складі Логойського району розташоване в Мінській області Білорусі, підпорядковане Острошицькій сільській раді.
Село Ребрище розташоване в центральних районах Білорусі, в північній частині Мінської області - орієнтовне розташування [Архівовано 23 червня 2007 у Wayback Machine.].